# Austroaeschna eungella
Austroaeschna eungella – gatunek ważki z rodziny żagnicowatych (Aeshnidae).